# Louise de Schleswig-Holstein-Sonderbourg-Glücksbourg
La princesse Louise de Schleswig-Holstein-Sonderbourg-Glücksbourg (6 janvier 1858 au château de Louisenlund, Kiel, Duché de Holstein – 2 juillet 1936 à Marbourg, province de Hesse-Nassau), est l'épouse de Georges-Victor de Waldeck-Pyrmont. Louise est le troisième enfant et la deuxième fille de Frédéric de Schleswig-Holstein-Sonderbourg-Glücksbourg et d'Adélaïde de Schaumbourg-Lippe et une nièce de Christian IX de Danemark.

## Mariage et descendance
Louise a épousé Georges-Victor de Waldeck-Pyrmont, fils de Georges II de Waldeck-Pyrmont et son épouse la princesse Emma d'Anhalt-Bernbourg-Schaumbourg-Hoym, le 29 avril 1891 au château de Luisenlund. Louise et Georges Victor avait un fils Wolrad de Waldeck-Pyrmont (26 juin 1892 – 17 octobre 1914) qui allait être tué au combat peu de temps après le déclenchement de la Première Guerre mondiale.
Lors de son mariage avec George Victor, Louise est devenue la belle-mère de sept enfants, du premier mariage de son mari avec Hélène de Nassau. Parmi eux, Emma de Waldeck-Pyrmont et Hélène de Waldeck-Pyrmont. Elle avait 41 ans de moins que son gendre Guillaume III des Pays-Bas. Louise est décédée un an et demi avant la naissance de sa belle-arrière-arrière-petite-fille Beatrix des Pays-Bas.

## Distinction
- 14 août 1892 : dame grand-croix de l'ordre de Sainte-Catherine